# Jan Nowak-Jeziorański
Jan Nowak-Jeziorański (Zdzisław Antoni Jeziorański) (Berlim, 3 de outubro de 1914 – Varsóvia, 20 de janeiro de 2005) – político, politólogo, jornalista, membro da resistência polaca, courier e emissário da Armia Krajowa e do Governo polaco em exílio em Londres, diretor da redação polaca da Rádio Europa Livre, cavaleiro da Ordem da Águia Branca, consultor dos Presidentes Ronald Reagan e Jimmy Carter.

## Biografia
Jan Nowak-Jeziorański, nascido Zdzisław Antoni Jeziorański, completava o seu doutoramento quando começou a Segunda Guerra Mundial. Serviu na frente de batalha como soldado de cavalaria até ser capturado pelo exército alemão, tendo conseguido escapar e regressar a Varsóvia onde se envolveu com o movimento de resistência.
Assumiu várias identidades falsas e conseguiu, através de contactos nos portos de Gdańsk e Gdynia, estabelecer correios diretos entre a Polónia e o Governo da Polónia em exílio via mar.
Em 1943 foi-lhe confiada uma nova missão: Fazer-se chegar até Londres e assumir uma posição de mensageiro do movimento de resistência junto do Governo em exílio.
Foi a primeira pessoa a relatar ao Governo em exílio as movimentações da Revolta de Varsóvia de 1944, e foi por essa altura ordenado a abandonar a Polónia. Conseguiu chegar ao Reino Unido e ai esteve durante o desenrolar dos acontecimentos. Depois da Guerra trabalhou para a BBC e liderou a Rádio Europa Livre. Trabalhou na Agência Nacional de Segurança dos Estados Unidos e foi consultor dos Presidentes Ronald Reagan e Jimmy Carter. Em 2002 voltou finalmente para a Polónia. Foi um defensor da sua entrada na NATO e na União Europeia.
Em 1994, recebeu por parte do governo da Polónia a mais alta condecoração: a “Ordem da Águia Branca”. Recebeu vários prémios literários pelo seu trabalho com escritor e jornalista e acabou por falecer em Varsóvia, em janeiro de 2005. Está sepultado no Cemitério de Powązki em Varsóvia.

## Prémios
- Knight's Cross of the Virtuti Militari (1944, highest Polish military award)
- Cruz de Valor (Krzyż Walecznych)
- Cruz da Ordem Polónia Restituta
- Cruz da Ordem de Mérito da República da Polónia (1993)
- Ordem da Águia Branca
- Kisiel Prize (1999)
- Lumen Mundi (2001)
- Prémio de Ksawery Pruszyński (2001)
- Prémio "Homem da Reconciliação" (2002) atribuído pelo Conselho Polaco de Cristãos e Judeus da Polónia pela sua contribuição para o diálogo cristão-judaico na Polónia
- Wiktor e Superwiktor (2003) atribuidos pela Academia Polaca de televisão
- Estátua de Ouro do Business Centre Club atribuída pela sua contribuição para o desenvolvimento da democracia na Polónia (2003)
- Medalha Presidencial da Liberdade (1996)
- Grande Cruz da Ordem de Grão-Duque Gediminas (o prémio civil lituano mais alto)
- Cidadão honorário das cidades de Varsóvia, Gdańsk, Gdynia, Cracóvia, Wrocław e Poznań